# Thale (film)
Thale este un film fantastic norvegian din 2012 scris și regizat de Aleksander Nordaas, cu Silje Reinåmo, Erlend Nervold și Jon Sigve Skard în rolurile principale. Este inspirat de mitologia scandinavă.

## Prezentare
Folclorul norvegian se dovedește a fi real atunci când Leo și Elvis se întâlnesc cu Thale într-un subsol. Un loc de muncă ce implică curățirea (scenei unei crime) se transformă într-o luptă pentru supraviețuire, în timp ce cei doi încearcă să-și dea seama ce sau cine este Thale.

## Actori
| Rol                       | Actor           |
| ------------------------- | --------------- |
| Thale Huldra              | Silje Reinåmo   |
| Elvis Crime Scene Cleaner | Erlend Nervold  |
| Leo Crime Scene Cleaner   | Jon Sigve Skard |